# Etienne Perincioli

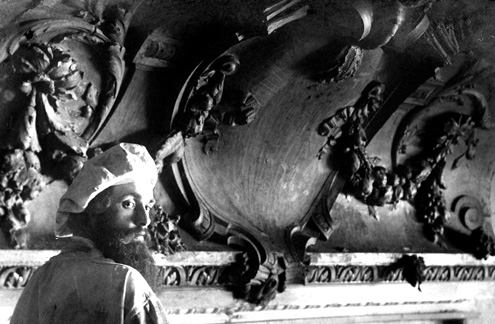
Etienne Perincioli als junger Stuckateur vor einer seiner Arbeiten, 1901 in Montreux

Etienne Didier Alphonse Perincioli (* 3. Oktober 1881 in Doccio, Quarona, Piemont; † 10. März 1944 in Bern) war ein Schweizer Bildhauer.

## Leben
Etienne Perincioli lernte von 1895 bis 1898 an der Kunstgewerbeschule in Varallo. Ab 1899 arbeitete er als Stuckateur in Montreux. Von 1902 bis 1903 bildete er sich in Paris in Aktzeichnen und Antikenstudium weiter. Von 1903 bis 1907 arbeitete er weiter in Montreux; dort heiratete er 1905 die Bernerin Rose Dietrich. 1908 liess er sich in Bern nieder, anlässlich seiner Bildhauerarbeiten an Casino und Grandhotel Bellevue. 1907 wurde die Tochter Germaine, 1911 der Sohn Marcel in der Brunnmatt geboren.
1909 nahm Perincioli erstmals an der Weihnachtsausstellung der Berner Künstler teil. 1913 wurde er Mitglied der Gesellschaft Schweizerischer Maler, Bildhauer und Architekten (GSMBA) und der Union internationale des Beaux-Arts et des Lettres in Paris.
Zu den bekannten, das Berner Stadtbild schmückenden Arbeiten gehören unter anderem die Art-déco-Ausstattung des Kinos Splendid und die überlebensgrosse Jugendstil-Kunststeinplastik des Kentauren vor der Kunsthalle von 1918.
Fred Zaugg würdigt den Beitrag des Zuwanderers Etienne Perincioli zum Erscheinungsbild der Stadt Bern: «Der aus dem Piemont stammende Bildhauer war 1908 mit seiner Frau Rose Dietrich...nach Bern gezogen, um als Künstler am Bellevue und am Casino zu arbeiten. Sie blieben. Anlässlich des hundertsten Geburtstages seines Sohnes Marcel sei an diese Herkunft erinnert, denn die Perinciolis gehören in die lange Reihe von Künstlern, die aus der Fremde gekommen sind, um unsere Stadt mit ihrem Können mitzugestalten. Sie gehören zu den besten Bernern.»
Etienne Perinciolis Sohn ist der Berner Bildhauer Marcel Perincioli.
Sein Enkel, der Architekt Fritz Thormann vom Atelier 5, baute die Siedlung Halen, einen «Meilenstein moderner Siedlungsarchitektur».
Seine Enkelin ist die Regisseurin und Autorin Cristina Perincioli.

## Werk
Etienne Perincioli trat zu Beginn seiner Laufbahn mit expressiven Porträts hervor. Beachtung fand seine Kunst am Bau in Bern und im Berner Oberland. In seiner späten Schaffenszeit schuf er hypernaturalistische Tierplastiken.